# Ewijckshoeve
De Ewijckshoeve is een landgoed in de omgeving van Den Dolder in de Nederlandse provincie Utrecht.

## Geschiedenis
In 1685 was er al sprake van een terrein vernoemd naar de eigenaar, de heer Justus van Ewijck, lid van de familie Van Ewijck. Hij liet het huis Ewijckshoeve echter pas in de jaren negentig van de zeventiende eeuw bouwen. In 1695 werd Ewijckshoeve vermeld in de registers van de provincie Utrecht.
De hoeve onderging in de loop der eeuwen grote veranderingen. Zij brandde in het begin van de negentiende eeuw tot de grond af. Het huis dat in 1830 op de oude fundamenten werd opgetrokken is voor het grootste deel onveranderd gebleven.
In de jaren zeventig van de negentiende eeuw kwam het huis in handen van de koninklijke familie, die ook het nabijgelegen Paleis Soestdijk en Prins Hendriksoord bezaten. Ewijckshoeve werd toen bewoond door prins Hendrik van Oranje-Nassau (1820-1879), een broer van koning Willem III, die in 1879 stierf. Na zijn dood bleef het huis nog enige tijd in het bezit van de familie.
Een aannemer kocht het buiten in 1881 en verhuurde het aan de vader van de schilder Willem Witsen, Jonas Jan Witsen (1819-1901). Van 1884-1887 woonde en werkte Willem Witsen op de Ewijckshoeve. Op het landgoed kwamen toen veel kunstenaars en schrijvers uit de beweging van de Tachtigers op bezoek.
De zus van Willem Witsen, Anna Agnes Witsen (1855-1889) woonde ook op het landgoed. Zij had ambitie om sopraan zangeres te worden, uiteindelijk na periodes van depresiviteit en eenzaamheid pleegde zij zelfmoord in maart 1889.
In 1924 kwam het huis via een veiling in handen van ondernemer Otto Blom (1887-1972). Otto Blom was firmant van het assurantiebedrijf Blom & Van der Aa en zevenvoudig tenniskampioen van Nederland. 

### Bouwstijl
Het huidige witte landhuis uit 1827 samen met het koetshuis, zijn gebouwd in Neoclassicistische architectuur. In 1920 werden er aan beide kanten van het huis zijvleugels aangebouwd.

### Tuin en Parkaanleg
Van de oorspronkelijke 18de-eeuwse aanleg is de middenlaan en de formele rechthoekige kavelstructuur nog zichtbaar. Rond 1871 is onder leiding van Hendrik Copijn een meer landschappelijk tuin aangelegd met slingerende lanen, paden met vijver.

## Publicatie
- Rein van der Wiel, Ewijkshoeve. Tuin van tachtig. Amsterdam, Querido, 1988. ISBN 9021488051
- Karin Snellen, Landgoed Ewijckshoeve. Uitgeverij Stichting Ewijckshoeve, 2003. ISBN 9789090167206

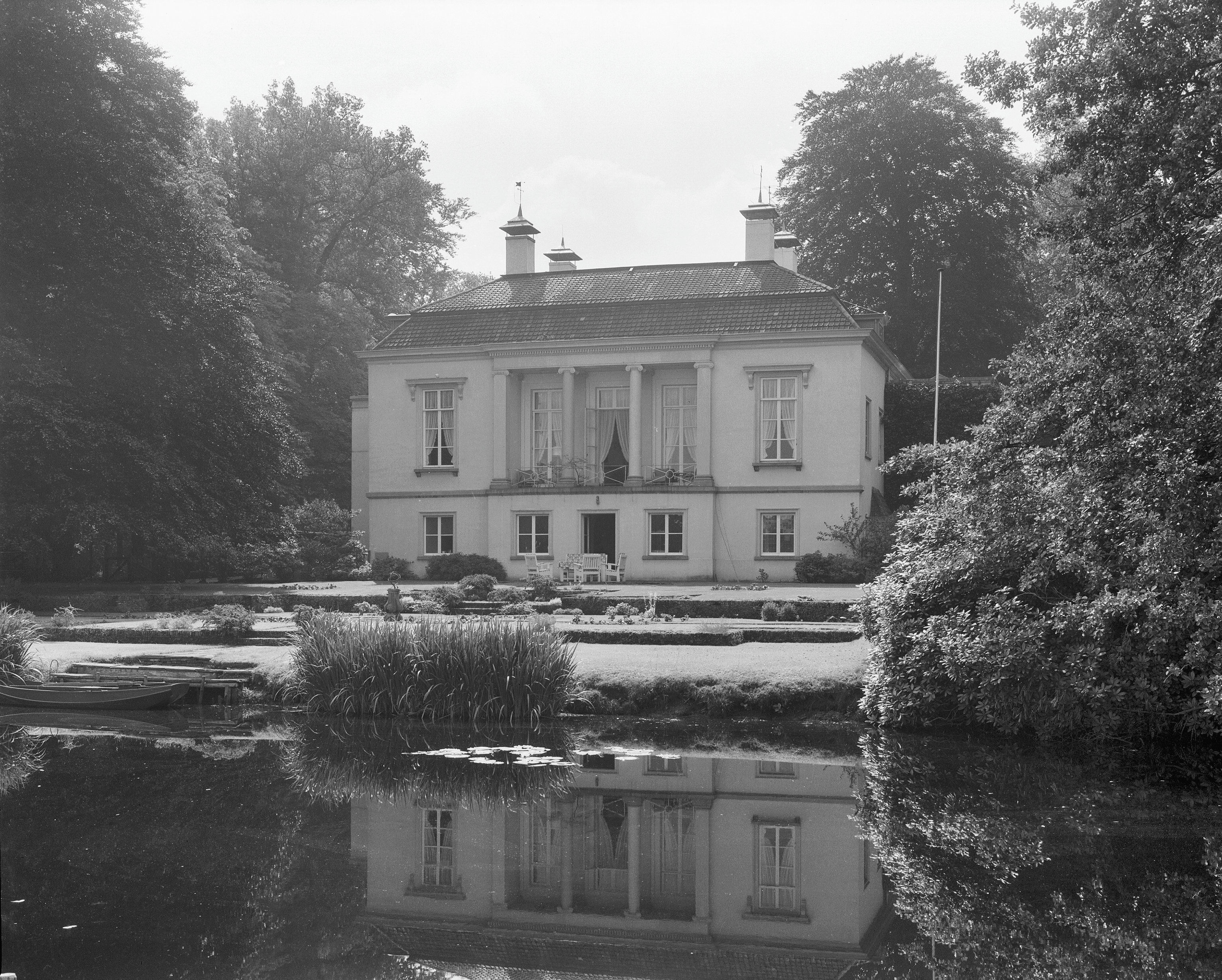
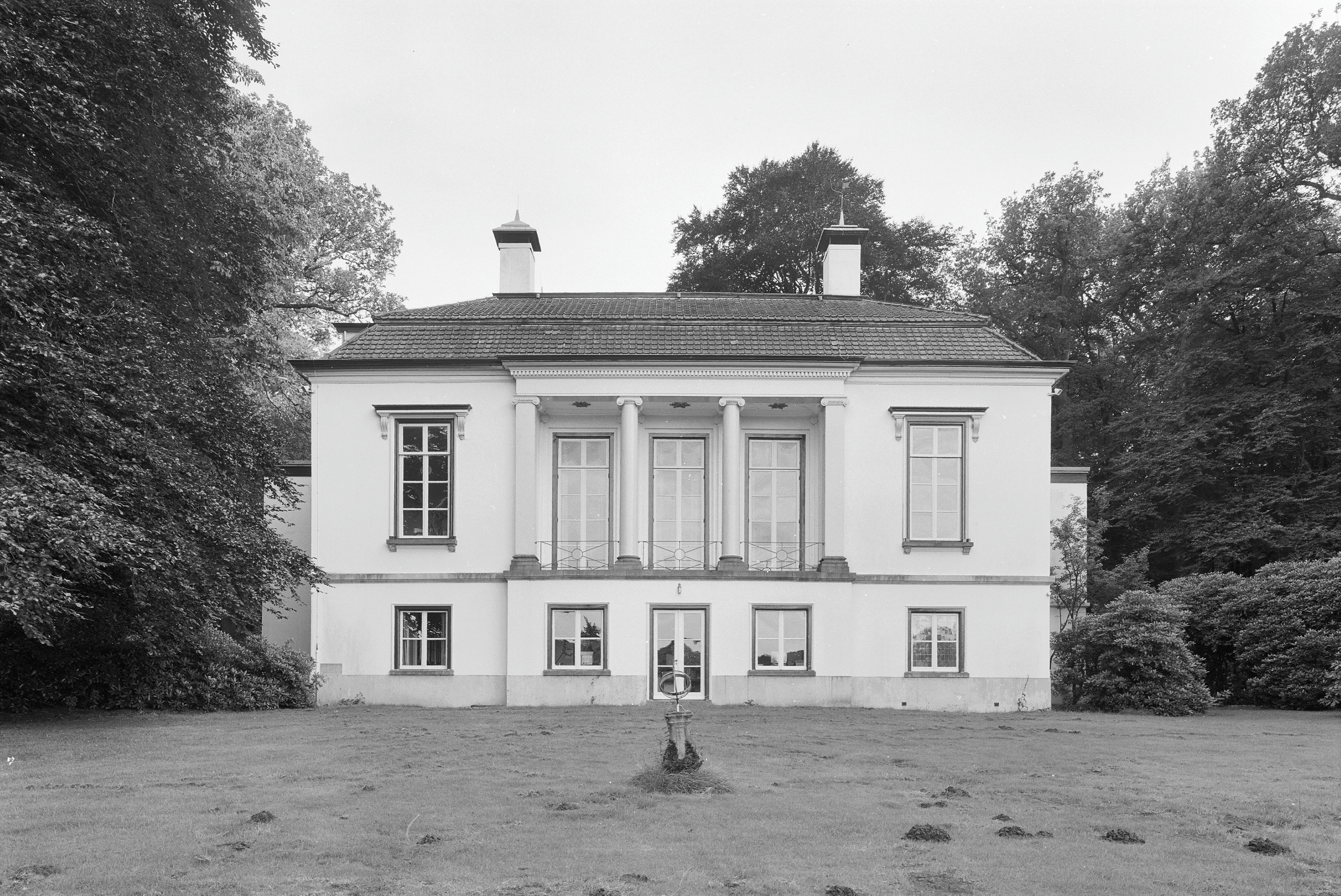
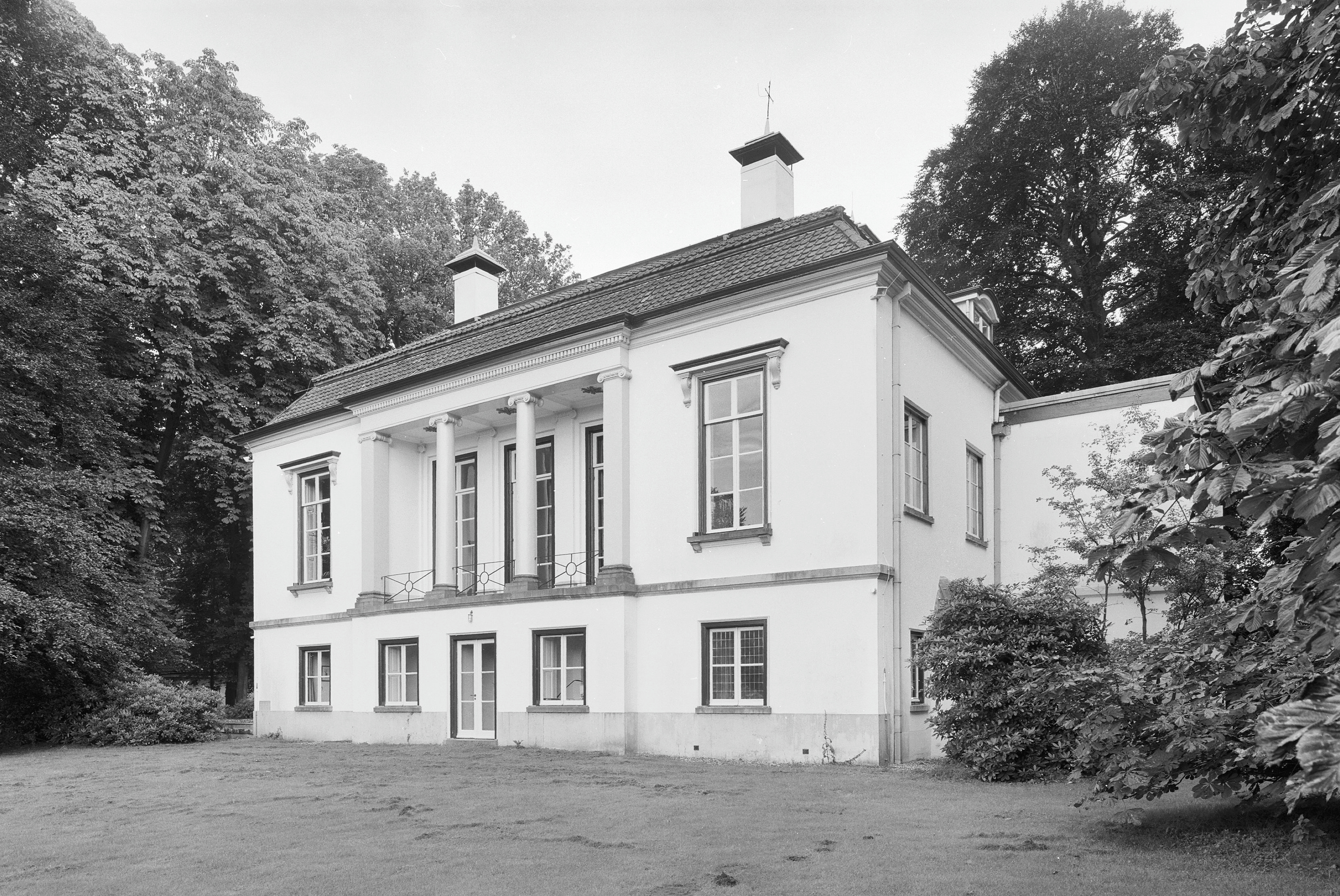